# Den försvunna skatten 1977–1981
Den försvunna skatten 1977–1981 är ett samlingsalbum av den svenska proggruppen Ensamma hjärtan, utgivet på skivbolaget MNW 2008. Skivan utgavs på CD.

## Låtlista
1. "Djävla skit" – 4:09
2. "Konstig låt" – 2:41
3. "Bullshit Blues" – 5:27
4. "Alternativ Blues" – 4:15
5. "30/30" – 3:00
6. "Min älskade" – 1:42
7. "Lalla med mig" – 4:58
8. "Två skilda världar" – 4:35
9. "Mardrömmen" – 3:02
10. "Vi två" – 2:56
11. "Länge/länge" – 2:58
12. "Hon är fin" – 3:52
13. "Folk är så väck" – 3:30
14. "Snäll som en säl" – 2:46
15. "Ego Boy" – 6:12
16. "Baby sitter" – 6:18
17. "Hal som en ål" – 8:16
18. "På barnparkett" – 1:59
19. "Författaren" – 4:40

### Fotnoter
1. ↑  ”Den försvunna skatten 1977–1981”. Discogs.com. http://www.discogs.com/Ensamma-Hj%C3%A4rtan-Den-F%C3%B6rsvunna-Skatten-1977-1981/release/3550703. Läst 4 januari 2013.